# Фрањето Монфорте
Фрањето Монфорте је насеље у Италији у округу Беневенто, региону Кампанија.
Према процени из 2011. у насељу је живело 1083 становника. Насеље се налази на надморској висини од 414 м.

## Становништво
Према резултатима пописа становништва 2011. у општини је живело 1.889 становника.
| 1951. | 1961. | 1971. | 1981. | 1991. | 2001. | 2011. |
| ----- | ----- | ----- | ----- | ----- | ----- | ----- |
| 2.581 | 2.260 | 2.026 | 1.967 | 2.088 | 1.962 | 1.889 |

## Партнерски градови
- Санто Стефано ди Рољано